# دوندگان (فیلم)
«دوندگان» (انگلیسی: Runners) فیلمی بریتانیایی به کارگردانی چارلز استوریج است که در سال ۱۹۸۳ منتشر شد. از بازیگران آن می‌توان به کیت هاردی اشاره کرد.